# Ploníkotvaré

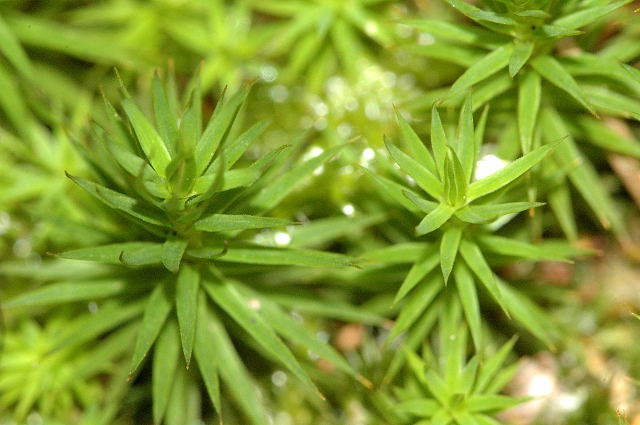
Detail

Ploníkotvaré (Polytrichales) je řád mechů buď řazený do třídy pravé mechy (Bryopsida), nebo vyčleňovaný do samostatné třídy Polytrichopsida.

## Popis
Ploníky jsou typické vláknitým prvoklíčkem. Uvnitř gametofytní zelené rostlinky je možné obvykle nalézt primitivní vodivá pletiva. Dále mají typickou stavbu tobolky: otevírá se víčkem, uvnitř je kolumela vybíhající nahoře v epifragmu.
Dorůstají výšky až 80 cm, mohou být i různě větvené a je tedy jasné, že jsou skupinou mechů s velmi složitou stavbou. Modelovým zástupcem v školních učebnicích je ploník (Polytrichum), zejména ploník obecný (P. commune) nebo ploník ztenčený (P. formosum).